# Europeiska klimatlagen
Europeiska klimatlagen är en europeisk förordning som inrättar en ram för att uppnå klimatneutralitet inom Europeiska unionen till 2050. Förslaget till förordning presenterades av Europeiska kommissionen den 4 mars 2020 som en del av den europeiska gröna given, i enlighet med arbetsprogrammet för kommissionen von der Leyen I. Syftet med förslaget är att säkerställa att klimatneutralitet nås senast 2050, bland annat genom att minska utsläppen fram till 2030 med minst 55 procent jämfört med 1990 års nivåer.
Europeiska klimatlagen antogs av Europaparlamentet och Europeiska unionens råd i enlighet med det ordinarie lagstiftningsförfarandet.